# Masaya Jitōzono
Masaya Jitōzono (jap. 地頭薗 雅弥, Jitōzono Masaya; * 6. September 1989 in der Stadt Funabashi, Präfektur Chiba) ist ein japanischer Fußballspieler.

## Karriere
Masaya Jitōzono erlernte das Fußballspielen in der Jugendmannschaft von JEF United Ichihara Chiba und der Universitätsmannschaft der Aoyama Gakuin University. Seinen ersten Vertrag unterschrieb er 2012 bei SC Sagamihara, einem Verein, der in der Dritten Liga, der J3 League, spielte und in Sagamihara beheimatet ist. Mitte 2015 wechselte er für ein halbes Jahr zum Yokohama Fifty Club. 2016 unterschrieb er einen Vertrag bei Albirex Niigata (Singapur), einem Ableger des japanischen Vereins Albirex Niigata. Der Verein spielt in der S. League und besteht hauptsächlich aus japanischen Spielern. Nach Malaysia wechselte er Anfang 2017. Hier spielte er die Hinrunde für den Sabah FA in der Zweiten Liga, der Malaysia Premier League. Zur Rückserie wechselte er nach Thailand und schloss sich dem Zweitligisten Nongbua Pitchaya FC aus Nong Bua Lamphu an. Ende 2017 wurde der Vertrag mit Nongbua nicht verlängert. 2018 war Masaya Jitōzono vereinslos. Anfang 2019 nahm ihn der thailändische Zweitligist Lampang FC unter Vertrag. Hier absolvierte er die Hinserie. Zur Rückserie spielte er beim Hauptstadtclub MOF Customs United FC. Ende 2019 wurde sein Vertrag nicht verlängert. Im Februar 2020 kehrte er nach Japan zurück. 2020 spielte er für seinen ehemaligen Verein Yokohama Fifty Club. 2021 wechselte er zu Shibuya City. Hier stand er eine Spielzeit unter Vertrag. Seit 2022 ist er vertrags- und vereinslos.